# Jac Linders
Jacobus "Jac" Cornelis Johannes Damianus Linders (Dinteloord en Prinsenland, 12 januari 1933 – Roosendaal, 7 mei 2012) was een Nederlands docent, logopedist en kinderboekenschrijver. Daarnaast schreef hij ook korte verhalen, hoorspelen, kinderliedjes, scripts voor jeugdtoneel en musicals en was hij jarenlang tekstschrijver voor Sesamstraat. Linders is vooral bekend vanwege de kabouterserie Honkie en Ponkie (14 delen), de tweeling Piet en Tom (12 delen) en de serie Luuk en Lonneke. In zijn ruim 50-jarige schrijverscarrière schreef hij meer dan 130 kinder- en jeugdboeken. Samen met zijn vrouw Liesbeth beheerde ze de Venz-fanclub rondom de bekende hagelslag-tweeling. Zijn vrouw Liesbeth vertaalde een tiental boeken uit Duits en Engels voor het Nederlandse taalgebied. Een opsomming van deze boeken is te vinden onder de bibliografie.
Linders was oorspronkelijk onderwijzer in Roosendaal en schreef ook voor de lokale krant. Al in 1957 begon hij met het schrijven van korte verhalen, hiertoe aangezet door zijn hoofd der school. In 1958 verscheen zijn eerste kinderboek Sjoerd de arme bedeljongen. In 1966 werd hij logopedist en ademtherapeut. In 2007 verscheen zijn eerste roman De Obsessie. Het schrijven was een hobby voor hem.
In 2006 eerde de gemeente Roosendaal Linders met de Cultuurprijs Literatuur voor zijn gehele oeuvre.